# Ibrahim Mahnashi
Ibrahim Mahnashi (in arabo ابراهيم المحناشي‎?; 18 novembre 1999) è un calciatore saudita, difensore o centrocampista dell'Al-Qadisiya.

## Caratteristiche tecniche
È un mediano.

## Carriera

### Club
Ha esordito nella prima divisione saudita nel 2017 con l'Al-Ettifaq.

### Nazionale
Con la nazionale Under-20 saudita ha preso parte al campionato mondiale di calcio Under-20 2019.

## Statistiche

### Presenze e reti nei club
Statistiche aggiornate al 29 luglio 2023.
| Stagione          | Squadra           | Campionato        | Campionato | Campionato | Coppe nazionali | Coppe nazionali | Coppe nazionali | Coppe continentali | Coppe continentali | Coppe continentali | Altre coppe | Altre coppe | Altre coppe | Totale | Totale | Totale |
| Stagione          | Squadra           | Comp              | Pres       | Reti       | Comp            | Pres            | Reti            | Comp               | Pres               | Reti               | Comp        | Pres        | Reti        | Pres   | Reti   |        |
| ----------------- | ----------------- | ----------------- | ---------- | ---------- | --------------- | --------------- | --------------- | ------------------ | ------------------ | ------------------ | ----------- | ----------- | ----------- | ------ | ------ | ------ |
| 2017-2018         | Al-Ettifaq        | SPL               | 1          | 0          | KC              | 0               | 0               | -                  | -                  | -                  |             | -           | -           | 1      | 0      |        |
| 2018-2019         | Al-Ettifaq        | SPL               | 12         | 1          | KC              | 2               | 0               | -                  | -                  | -                  |             | -           | -           | 14     | 1      |        |
| 2019-2020         | Al-Ettifaq        | SPL               | 26         | 0          | KC              | 3               | 0               | -                  | -                  | -                  |             | -           | -           | 29     | 0      |        |
| 2020-2021         | Al-Ettifaq        | SPL               | 19         | 1          | KC              | 1               | 0               | -                  | -                  | -                  |             | -           | -           | 20     | 1      |        |
| 2021-2022         | Al-Ettifaq        | SPL               | 22         | 1          | KC              | 1               | 0               | -                  | -                  | -                  |             | -           | -           | 23     | 1      |        |
| 2022-2023         | Al-Ettifaq        | SPL               | 22         | 0          | KC              | 1               | 0               | -                  | -                  | -                  |             | -           | -           | 23     | 0      |        |
| Totale Al-Ettifaq | Totale Al-Ettifaq | Totale Al-Ettifaq | 102        | 3          |                 | 8               | 0               |                    | -                  | -                  |             | -           | -           | 110    | 3      |        |
| Totale carriera   | Totale carriera   | Totale carriera   | 102        | 3          |                 | 8               | 0               |                    | -                  | -                  |             | -           | -           | 110    | 3      |        |

## Palmarès

### Club

#### Competizioni nazionali
- Prima Divisione (Arabia Saudita): 1

Al-Qadisiyya: 2023-2024